# Kathleen Key
Kathleen Key est une actrice américaine née le 1er avril 1903 à Buffalo, État de New York (États-Unis), décédée le 22 décembre 1954 à Woodland Hills (États-Unis).

## Filmographie partielle
- 1920 : The Jackeroo of Coolabong : Edith MacDonald
- 1921 : Le Détective improvisé (The Rookie's Return) de Jack Nelson : Gloria
- 1921 : The Four Horsemen of the Apocalypse : Georgette
- 1922 : Where's My Wandering Boy Tonight? : Veronica Tyler
- 1922 : West of Chicago : Señoria Gonzales
- 1922 : Bells of San Juan : Florrie Engel
- 1922 : La Bourrasque (The Beautiful and Damned) de William A. Seiter
- 1923 : Hell's Hole : Mabel Grant
- 1923 : The Rendezvous : Varvara
- 1923 : Le Pionnier de la baie d'Hudson (North of Hudson Bay) de John Ford : Estelle McDonald
- 1923 : Reno, la ville du divorce (Reno), de Rupert Hughes : Yvette, la gouvernante
- 1923 : The Man from Brodney's : Neenah
- 1924 : The Trouble Shooter : Nancy Brewster
- 1924 : L'Aigle des mers (The Sea Hawk) de Frank Lloyd : Andalusian Slave Girl
- 1924 : Revelation : Madonna
- 1925 : A Lover's Oath : Sherin
- 1925 : La Grande Parade (The Big Parade) : Miss Apperson
- 1925 : Ben-Hur (Ben-Hur: A Tale of the Christ), de Fred Niblo : Tirzah
- 1925 : Les Cadets de la mer (The Midshipman) de Christy Cabanne
- 1926 : Under Western Skies : Milly Leewis
- 1926 : The Flaming Frontier : Lucretia
- 1926 : Money Talks (en) d'Archie Mayo : Vamp
- 1926 : College Days : Louise
- 1926 : The Desert's Toll : Muriel Cooper
- 1927 : Hey! Hey! Cowboy : Emily Decker
- 1927 : Irish Hearts : Clarice
- 1928 : Pour l'amour du sport (Golf Widows) de Erle C. Kenton : Ethel Dixon
- 1929 : The Family Picnic
- 1929 : The Phantom of the North : Colette
- 1930 : Sweeping Against the Winds
- 1935 : Thunder in the Night : Guest
- 1936 : Klondike Annie : Dance Hall Girl
- 1936 : One Rainy Afternoon, de Rowland V. Lee

## Distinction
- 1923 : WAMPAS Baby Stars